# Knack (Zeitschrift)
Knack ist eine belgische wöchentlich erscheinende Zeitschrift. 
Das Magazin, bei dessen Gründung im Jahr 1971 das Time Magazine und Der Spiegel Vorbilder waren, erscheint wöchentlich Mittwochs in flämischer Sprache. Es wird von der Roularta Media Group N.V. herausgegeben.
Politisch gilt Knack als links ausgerichtet.
In 2019 betrug die Auflage 102 000 Exemplare.